# Papua centrale
La Papua Centrale (in indonesiano Papua Tengah) è una provincia dell'Indonesia situata sull'isola della Nuova Guinea. Si estende per 66 129 km² e la sua capitale è Nabire.

## Geografia
La provincia è stabilita nella Papua indonesiana centro-occidentale. Confina con il mar degli Alfuri a sud e con la baia di Cenderawasih a nord-ovest, sulla quale si trova la capitale Nabire. Confina con le province di Papua a nord, Papua Pegunungan a est, Papua meridionale a sud-est e Papua Occidentale a ovest.

## Storia
L'istituzione di questa nuova provincia era già stata annunciata nel 2003, al momento della divisione della provincia di Papua; tuttavia, le forti proteste della popolazione locale in seguito a questa decisione ne fecero slittare l'istituzione. Il 30 giugno 2022, il Consiglio di rappresentanza del popolo ha adottato una legge che istituisce tre nuove province, tra cui la Papua Centrale, la quale infine è stata ufficialmente istituita l'11 novembre 2022.

## Suddivisione
La provincia della Papua Centrale è suddivisa nelle seguenti reggenze:
- Deiyai
- Dogiyai
- Intan Jaya
- Mimika
- Nabire
- Paniai
- Puncak
- Puncak Jaya